# 檀麗
檀麗（日语：／ Dan Rei，1971年8月4日—），本名（山崎真由美），日本女演員，身高162cm。前寶塚歌劇團月組、星組主演娘役，2005年退團，其后以演員为演艺工作重心。

## 簡歷
1971年8月4日，檀丽出生于日本兵库县温泉町，幼儿园时期在一次游园会中的表演受到了好评，使得性格内向的她深受鼓舞，因此产生了报考宝塚的想法。高中生时期也曾擔任過服裝雜誌的平面模特兒。高中畢業後考上寶塚音樂學校,为第78期学生。
1992年，進入寶塚歌劇團，配屬月組。在1999年，成為月組主演男役真琴翼的搭檔，擔任月組主演娘役。2001年轉至專科。
1999年，2002年两度隨寶塚歌劇團至中國參加海外公演,两次都以其漂亮的長相獲得當地媒體的矚目，甚至以「楊貴妃再世」一辭稱讚其美貌。
2003年，转至星组，与星組主演男役湖月和多留合作，再次成为主演娘役。2005年，从寶塚歌劇團退团。
2006年，出演山田洋次執導的電影《武士的一分》，本片獲日本「藍帶獎」第49屆新人獎、「電影旬報」第80屆新進女星獎，入圍日本奧斯卡最佳女主角。之后，在电影、舞台、电视、广告、广播多项领域发展。
2011年7月27日，和及川光博結婚。2018年11月28日，宣布当日签字離婚。
2015年2月26日，被农林水产省任命为「和食普及特别亲善大使」为期两年。 2017年再次被任命为「和食普及特别亲善大使」。
2016年通过日本舞踊认定考试成为花柳流名取，艺名花柳萩蝶。
2019年12月由松竹娱乐事务所转到太田制作。

## 電視劇
- 烈阳街头（日语：陽炎の辻〜居眠り磐音_江戸双紙〜）第1部（2007年7月19日 - 10月11日、NHK  ） - 吉右衛門之妻 阿艳
- SP父亲的来信（日语：父からの手紙）（2007年12月23日、东京电视台卫星频道BSJAPAN・12月26日、东京电视台） - 主演・阿久津麻美子
- SP那战争究竟是什么（日语：あの戦争は何だったのか_日米開戦と東条英機） （2008年12月24日、TBS）- 石井清子
- 烈阳街头（日语：陽炎の辻〜居眠り磐音_江戸双紙〜）2009年 正月時代劇SP（2009年1月3日、NHK） - 阿绢
- SP 回首你已不在（日语：そうか、もう君はいないのか）（2009年1月12日、TBS） - 井上紀子 [5]
- 相棒 第八季 第10集（2010年1月1日、朝日电视台） - 细野唯子
- 第八日的蝉（2010年3月30日 - 2010年5月4日、NHK） - 主演・野野宮希和子 [6]
- 宇宙犬作战（日语：宇宙犬作戦）（2010年7月9日 - 12月24日、東京电视台）- 美丽大总统  （友情出演）
- SP 忠臣蔵（日语：忠臣蔵〜その男、大石内蔵助）（2010年12月25日、朝日电视台） - 阿久里（瑤泉院）
- 美麗鄰人（2011年1月11日 - 3月15日、関西电视台・富士电视台） - 矢野绘里子
- SP 狗狗消失的那天（日语：犬の消えた日）（2011年8月12日、日本电视台） - 松倉静子
- 造花之蜜（日语：造花の蜜）（2011年11月27日 - 12月18日、WOWOW） - 主演・蘭 [7]
- NHK大河劇
  - 平清盛（2012年、NHK） - 待賢門院
  - 麒麟來了（2020年、NHK） - 土田御前
- 白金镇（2012年8月19日 - 9月16日 、WOWOW） - 仲里恵里香
- SP Last Dinner（日语：ラスト・ディナー） 第8夜「永远的思念」（2013年4月27日、NHK卫星频道BSPREMIUM） - 主演・Mariko
- SP 世界奇妙物语2013年春之「死不了的丈夫」（2013年5月11日、富士电视台） - 主演・副島三恵 [8]
- 福家警部补的问候（2014年1月14日 - 3月25日、富士电视台） -  主演・福家 [9]
- SP 那一天之前（日语：その日のまえに）（2014年3月23日、3月30日、NHK卫星频道BSPREMIUM） - 原田和美 [10]
- 羅斯福遊戲（2014年4月27日 - 6月22日、TBS） - 仲本有纱[11]
- SP 彼岸花〜女性的犯罪档案〜（2014年10月24日、日本电视台）- 峰岸雪乃 [12]
- SP 瀬在丸紅子的事件簿（日语：Vシリーズ (小説)）（2015年2月6日、富士电视台） - 主演・瀬在丸紅子 [13]
- Mother Game～她們的階級～（2015年4月14日 - 6月16日、TBS） - 小田寺毬绘 [14]
- 迟来的幸福（2015年11月23日、时代剧专门频道）-  主演・阿纹[15]
- 这本推理小说真厉害（日语：このミステリーがすごい!_ベストセラー作家からの挑戦状）2015年之「冬 来了」（2015年11月30日、TBS） - 主演・智秋 [16]
- 美丽的三个谎言（日语：美しき三つの嘘） 第1話「月亮石」（2016年1月4日、富士电视台） - 堀端久实[17]
- 彼岸花～警視廳搜查七課～（2016年1月13日-3月16日 、日本电视台）- 峰岸雪乃  [18]
- SP 黒的斜面（日语：黒の斜面）（2016年1月24日、朝日電視台） - 主演・辻井圭子 [19]
- 不沉的太陽 第一部  （2016年5月8日-  、 WOWOW）- 三井美树 [20]
- 无用庵隐居修行（日语：無用庵隠居修行）系列 - 奈津
  - 第一部（2017年9月15日、朝日电视台卫星频道）
  - 第二部（2018年9月8日、朝日电视台卫星频道）
  - 第三部（2019年9月13日、朝日电视台卫星频道）
  - 第四部（2020年9月22日、朝日电视台卫星频道）[21]
- SP 三個歐吉桑新春篇 （2018年1月2日、东京电视台）- 花泽由加利
- SP 琥珀之梦（2018年10月5日、东京电视台）- 鳴江乡 [22]
- 科搜研之女 第19季 第一集（2019年4月18日、朝日電視台） - 橘司
- 时效警察 第三季 第7集 （2019年11月29日、朝日電視台）- 桃濑多惠子
- SP 嫉妒（2020年8月16日、朝日電視台）- 主演・野口姿津花
- SP 白色的女人（2020年10月5日、东京电视台）- 主演・鱼住久江
- SP 当确师（日语：当確師）（2020年12月27日、朝日電視台）- 黑松幸子
- Japanese Style（2022年10月22日 - 12月24日、朝日電視台）- 淺月桃代
- 天使之耳：交通警察之夜（日语：天使の耳） 2023年3月20日、NHK BS4K / 2024年4月2日 - 4月23日、NHK綜合台）- 斎藤多華子
- VIVANT（2023年7月16日 - 9月17日、TBS）- 西岡英子
- 就算忘了你（日语：たとえあなたを忘れても）（2023年10月22日 - 12月17日、ABC電視台・朝日電視台）- 青木理佐子
- Mountain Doctor（2024年7月8日 - 、關西電視台・富士電視台）- 松澤周子
- 磯部磯兵衛物語～浮世多辛苦～（2024年7月12日 - 、WOWOW）- 母親大人

## 電影
- 武士的一分（2006年12月1日、松竹） - 三村加世
- 钓鱼迷日记 18（日语：釣りバカ日誌18_ハマちゃんスーさん瀬戸の約束）（2007年9月8日、松竹） - 木山珠恵
- 母親（2008年1月26日、松竹） - 野上久子
- 感染列島（2009年1月17日、東寶） - 小林栄子
- 雪王子（日语：スノープリンス_禁じられた恋のメロディ）（2009年12月12日、松竹）- 有馬きよ
- 京都太秦物語（日语：京都太秦物語）（2010年9月18日、松竹） - 旁白
- 忍者乱太郎（2011年7月23日、日本華納家庭娛樂） - 乱太郎的母亲
- 彼时生命（日语：アントキノイノチ）（2011年11月19日、松竹） - 岡島あかね（友情出演）
- 逆轉裁判（2012年2月11日、東寶） - 綾里千尋
- GIRL（日语：ガール_(小説)）（2012年5月26日、東寶） - 光山晴美
- 岩崎知弘 〜27岁的旅行〜（日语：いわさきちひろ 〜27歳の旅立ち〜）（2012年7月14日、crest-inter） - 岩崎知弘（声）
- 向日葵与小狗的7天（2013年3月16日、松竹）- 神崎千夏（友情出演）
- 人生别气馁（日语：くじけないで）（2013年11月16日、松竹） - 柴田丰（34 – 43岁）[23]
- 寻访千利休（日语：利休にたずねよ）（2013年12月7日、東映） - 北政所
- 四月是你的谎言（2016年9月10日、東寶）- 有马早希 [24]
- 拉普拉斯的魔女（日语：ラプラスの魔女）（2018年5月4日、東寶 ）- 羽原美奈[25]
- 橘子醬男孩（2018年4月27日、日本華納家庭娛樂） - 留美 [26]
- 累 (漫畫)（2018年9月7日、東寶 ）- 渊透世[27]
- 太太 请小心轻放（2021年3月19日、東寶 ）- 珠海市市长
- 太陽與波麗露（日语：太陽とボレロ）（2022年6月3日、東映 ）- 花村理子（主演）
- 沉默的遊行（2022年9月16日、東寶）- 新倉留美

## 舞台劇
- 2005年10月29日 大阪公演《夜叉池》（梅田艺术劇場） - 百合
- 2005年10月31日 東京公演《夜叉池》（Bunkamura剧场） - 同上
- 2006年4月30日 舞蹈诗剧《智恵子抄》 （北上市文化交流SAKURA剧场）
- 2008年6月5日 - 06月30日 《细雪》 （帝国剧场） - 三女・雪子 [28]
- 2008年7月30日 朗诵剧 《LOVE LETTERS》（Le Theatre銀座）
- 2009年9月1日-25日 《细雪》（御園座） - 三女・雪子
- 2009年9月30日 - 11月4日 《细雪》 （全国巡演） - 三女・雪子
- 2010年9月11日 《第二十回記念・千舟会》蝴蝶之道 （国立劇場・大劇場）
- 2012年9月28日 - 10月21日 《龟游之死》 （東京・赤坂ACT剧场） - 龟游 [29]
- 2013年4月1日 朗诵剧《「Re:」 Session3》（CBGK剧场）
- 2013年11月1日 - 11月25日 《别了！八月的大地》（新橋演舞場） - 陳美雨 [30]
- 2016年11月4日- 11月27日 《祇園的姐妹》（明治座） - 梅吉 [31]
- 2017年5月13日 朗诵剧《SISTER》（CBGK剧场）
- 2018年5月6日- 5月28日 《粗缝》- 清家隆子（明治座）
- 2018年9月2日- 9月26日 《奥赛罗》 - 苔丝狄蒙娜 （新桥演舞场）[32]
- 2020年10月19日- 11月15日 《燃烧的爱恋》- 阿灿（明治座）

## 主持
- 宝塚歌劇『花之道』400回記念演出「花之道 夢之道 永遠的道路」（2005年12月24日）
- 世界第一表演时间〜奖金有你决定〜（2010年2月1日、日本电视台）
- 寺田瀧雄纪念演唱会（2010年7月23日）
- 宝塚歌劇小林公平没后一周年纪念演唱会「愛的旋律〜夢的記憶」〜（2011年5月30日）
- 新春桧舞台〜珠玉的艺术竞演〜（2012年1月2日、NHK）
- 寶塚音樂學校創立100周年記念仪式（2013年7月17日）[33]
- 演劇人祭 特別篇 （2014年10月26日）[34]
- 第34回全国丰盛海产大会（2014年11月16日）[35]
- 我心中的大阪之歌 （2014年12月16日、NHK大阪）
- 「献给越路吹雪」三十七回忌追悼特別公演 （2017年3月28、29日 日生剧场）

## 电视节目
- 檀丽的诗歌纪录片《找寻自己与艺术》from Philadelphia（2007年10月19日、26日、11月26日日本电视台）
- 到世界各地转转文艺复兴篇之法国（2007年10月28日、TBS）
- 《日本的艺术》第一部《花鸟风月堂》 - 女主人・雪乃（2011年4月1日 - 2013年3月29日 、NHK教育台） [36]
- 精工细造 和物之美《檀丽追寻名匠之旅》（2011年4月4日 - 2013年9月29日、日本电视台卫星频道）
- 《檀丽追寻名匠之旅》手工艺王国越南特辑〜寻根亚洲的美和食物〜（2012年3月17日、日本电视台卫星频道）
- 美的最高峰…梦的竞演 坂東玉三郎×檀丽（2012年9月8日、TBS）
- 欧洲水风景 -意大利卡普里岛〜阿尔贝罗贝洛之旅-（2013年3月23日、东京电视台・3月31日、BS JAPAN卫星频道）
- 檀丽的首次西班牙之旅-巴斯克的美食美景故事 （2019年1月1日、日本电视台卫星频道）
- 探访京都历史 （2019年 - 、朝日电视台卫星频道）

## 电台节目
- 檀丽今日一页（2014年7月1日 - 、TBS电台「生岛博早上好」节目项下）

## 网络
- 网络电视剧 Feel at Heal 3Weekly Special!〜内外兼修 美人在望（2008年5月15日、5月22日、5月29日） - 客串演出
- Yahoo现场对谈（2009年1月15日、Yahoo）

## 演唱会
- 遊佐未森 cafe mimo 〜桃節句茶会〜 Vol.12（2012年4月28日、東京 草月剧场） - 表演嘉宾
- 遊佐未森 cafe mimo 〜春爛漫茶会〜 Vol.18（2018年4月15日、東京 草月剧场） - 表演嘉宾

## 音乐专辑
- 遊佐未森《淡雪》（2012年1月18日发行）  双人合唱曲目《いつでも夢を》[37]
- 石丸幹二《My Musical Life》（2015年11月25日发行）  双人合唱曲目《Memory》[38]

## DVD
- 逸翁 雅俗的精华 小林一三的宝藏 - 向导

## 声优相关活动

### 配音
- 豆富小僧（2011年4月29日上映） - 室田茜
- The Three Musketeers（2011年10月28日上映） - Milady de Winter

### 广播剧
- 终日（日语：ぼんくら）（2006年1月 - 3月）- おふじ （第六集）

### 网络动画片
- 幕末機關說（2006年10月6日 - 2007年4月6日、GyaO） - 阿龍

### 旁白
- 京福电铁（岚电）100周年纪念系列广告『京都二十四节气』
- 环球漫步之西班牙帕爾馬（2011年5月4日、NHK BS卫星频道）
- 献给东北灾区Z!希望之环 ～MIWA和年轻人们致未来的歌～（2015年7月31日、NHK東北地方台）
- 猫步行天下（日语：岩合光昭の世界ネコ歩き）（2019年-   NHK BS卫星频道）

### 声音向导
- 高野山開創开创1200年「高野山的名宝」展（2014年・东京SUNTORY美術館 、2015年・大阪Abeno Harukas美术馆 ）
- 《斯拉夫史诗》组画展 （2017年3月8日-6月5日 东京国立新美术馆）[39]

## 书籍
- Farewell Dan Rei（2005年5月16日、阪急通信）ISBN 978-4484055084 - 檀丽 再见写真集
- 檀丽写真集 Ray（2012年2月9日、MAGAZINE HOUSE） ISBN 978-4838724024
- 檀丽 现在想留存下来的，日本美丽的事物 -- 寻找和美手工艺巡游（2012年3月10日、講談社） ISBN 978-4062173117
- 甘酒有效！（2017年7月5日、主妇的友社）ISBN：9784074248469

## 廣告
- 狮王 美容飲料Kyupurun「那样的笑容」篇（2006年 - 2008年5月）
- 三得利 金麦（2007年6月 - 2020年12月）[40]
- 综合生活企业木下工务店（日语：木下工務店）熱帯雨林再生活動 「木下の森」編（2007年）
- 全日空「LIVE/中国/ANA」（2007年 - 2008年2月）
- 日產汽車 天籁J32型（2008年 - 2009年5月）[41]
- 資生堂 BENEFIQUE（2009年6月 - 2013年4月）
- 近畿日本鉄道 （2012年3月 - 2015年3月 ）[42]
- 丸龜製麵（2015年6月 - 2018年5月 ）[43]
- 东洋证券（日语：東洋証券）（2016年1月 - 12月 ）[44]
- 花王 碧柔AROMA TREATMENT 沐浴露 (2016年4月-2017年4月  ）
- WOWOW 电视台25周年庆宣传广告 (2016年4月- 8月 ）[45]
- DOCTOR DEVIAS （2017年11月-）[46]

## 獎項
- 1998年度奖（寶塚歌劇團）  努力獎
- 2002年度奖（寶塚歌劇團）  優秀獎
- 2007年2月6日 第61届每日電影獎 新人獎
- 2007年2月10日 第80届電影旬報 新人女演員獎
- 2007年2月13日 第49届藍絲帶獎　新人獎
- 2007年2月16日 第30届日本電影金像獎　新人演员獎&优秀女主角奖
- 2007年3月1日 第44届Golden Arrow Award（日语：ゴールデンアロー賞） 新人獎
- 2007年3月18日 第二届大阪電影節 最佳女主角獎
- 2007年3月27日 第16回日本電影影評人大獎　新進女演員獎
- 2007年12月9日 第44届「VOGUE NIPPON」 Women of the Year 2007
- 2008年2月7日 黄金飞翔奖（日语：エランドール賞） 新人奖
- 2008年9月3日 第五届 The Beauty Week Award（日语：The_Beauty_Week_Award）获奖
- 2009年2月20日 第32届日本電影金像獎优秀女配角奖
- 2010年10月29日 第27届 ATP大奖（日语：全日本テレビ番組製作社連盟） 连续剧部门最优秀奖《第八日的蝉》
- 2011年10月25日 第12届 最佳正装着装奖（日语：ベストフォーマリスト） 获奖
- 2012年1月11日 第23届 日本最佳珠宝佩戴奖（日语：国際宝飾展） 40岁组获奖
- 2013年10月4日 第一届 日本国際珠宝展【秋】 最佳珠宝佩戴奖 [47]
- 2014年5月15日 COTTON USA AWARD 2014[48]

## 寶塚时期
- - 1996年8月、日本青年館公演《银酱之恋》
  - 1996年9〜11月、宝塚大劇場公演《切萨雷·波吉亚/Prestige》新人公演
  - 1997年6〜8月、宝塚大劇場公演《黄金国》

- - 1998年5～6月、全国巡演《隨風而逝》
  - 1998年8〜12月、《灌木小屋/La Ville》新人公演＊新人公演初主演

- - 1999年3～4月、全国巡演《泡沫之恋》
  - 1999年5～9月、《旋转的奥菲斯/Nova Bossa Nova》＊大劇場披露公演
  - 1999年10〜11月、中国公演《夢幻花絵巻／Bravo！Takarazuka》
  - 1999年11〜12月、全国巡演《泡沫之恋/Bravo！Takarazuka》
  - 2000年2～6月、《月神传说/BLUE MOON BLUE》
  - 2000年8月、博多座公演《月神传说/BLUE MOON BLUE》
  - 2000年9～11月、宝塚大劇場公演《曾达城的俘虏/Jazz Mania》
  - 2001年1～2月、東京宝塚劇場公演《堇花正盛放/爱的奏鸣曲》
  - 2001年3月10日～20日、梅田艺术剧院 3/25～31、赤坂ACT剧场《Practical Joke》　
  - 2001年5～7月、宝塚大劇場公演《愛的奏鸣曲/ESP!》

- - 2001年9〜10月、喜劇《極楽町一丁目》（浜木綿子主演） ＊外部出演
  - 2002年4月、日生劇場公演《隨風而逝》
  - 2002年9〜10月、中国公演《蝶・恋/南十字星》

- - 2003年4〜5月、全国巡演《蝶・戀／南十字星・歌舞秀Ⅲ》
  - 2003年7〜11月、《献给王家的歌》
  - 2003年12月、梅田藝術劇場《永遠的祈禱 - 革命消失的路易17世》
  - 2004年2月〜6月、《1914/愛 / 寶塚絢爛 － 灼熱的 Caribbean Night》
  - 2004年8月、博多座公演《花舞長安－玄宗與楊貴妃 ／ 浪漫寶塚'04－甜蜜生活》
  - 2004年10〜12月、《花舞長安－玄宗與楊貴妃 ／ 浪漫寶塚'04－甜蜜生活》
  - 2005年2月、中日劇場公演《献给王家的歌》
  - 2005年5〜8月、《長崎時雨道／濕婆的靈魂!!－穿著夢想鞋的舞神－》　＊退団公演

## 外部連結
- 太田制作檀麗官方網頁 （页面存档备份，存于）
- 檀麗的Instagram帳戶
- 檀れい （页面存档备份，存于）